# Francesco Biscogli
Francesco Biscogli (* nach 1700; † nach 1750) war ein italienischer Komponist der Vorklassik.
Von Francesco Biscogli fehlen sämtliche biografischen Daten. Lediglich zwei, eine um etwa 1740 entstandene und als Handschrift in Paris aufgefundenes Tripelkonzert für Trompete, Oboe, Fagott mit zwei Violinen und Basso continuo in D-Dur  und ein Flötenkonzert in G-Dur deuten auf ihn hin. Es wird vermutet, dass er in Neapel ausgebildet wurde, da im erstgenannten Werk, den neapolitanischen Gepflogenheiten entsprechend, keine Bratschenstimme vorgesehen ist.
Eine von dem britischen Musikwissenschaftler Michael Talbot bearbeitete Fassung des Konzerts erschien 1972 im Verlag Breitkopf & Härtel.

## Diskografie
- Das D-Dur Konzert wurde auf 1965 auf LP eingespielt „A. Vivaldi F. Biscogli Trois Concertos“ Erato STU 70356.